# Сери (народ)
Сери (исп. Seri, сери Comcaac) — индейский народ, проживающий в штате Сонора, Мексика. На языке сери народ называется Comcaac [koŋkɑːk], а слово сmiique ([ˈkw̃ĩːkːɛ]) является формой единственного числа для обозначения человека из народа Сери. Территория народа Сери в штате Сонора занимает площадь около 211 000 гектаров, состоит из континентальной части и острова Тибурон, который расположен в Калифорнийском заливе. В последние годы наблюдает рост народа. В 1952 году было зарегистрировано 215 человек, а в 2006 году уже более 900 (по данным правительства серии).

## Территория
В настоящее время народ Сери проживает на острове в Калифорнийском заливе Тибурон и в прибрежном городе Пунта Чуэка (муниципалитет Эрмосильо), а также в городе Эль-Десембок в муниципалитете Питикито.
Рыболовы во время ловли рыбы и их семьи могут перемещается вдоль 100 км береговой линии. Дорога на юг от города Пунта-Чуэка связывает население с городом Баия-де-Кино, на север от города Эль-Десембок шоссе идет к Пуэрто-Либертад. В каждом городе есть начальная и средняя школа.

## История
В доиспанские времена территория народа Сери простиралась между горными хребтами, пустыней Энсинас и Калифорнийским заливом, на юге доходила до реки Яки, на севере до пустыни Алтар, на востоке она достигла Хоркаситас, а на запад были заселены близлежащие острова — Тибурон, Сан-Эстебан, Патос и Алькатрас. Сери были кочевниками, их территория включала современные четырнадцать муниципалитетов штата Сонора.
В это время народ Сери подразделялся на шесть групп, которые объединялись в кланы. У кланов не было постоянного руководителя, но он выбирался во время войны, неурожая или неудачных сезонов охоты и рыбалки, из числа авторитетных людей. Роль женщины состояла в том, чтобы следить за хозяйством и готовить пищу.
Ниже представлены группы народа Сери:
- xiica hai iic coii («те, кто живёт против ветра») — группа, которая населяла область (к северу от других групп) с севера от Пуэрто-Лобоса до залива Текопа на юге и на востоке до реки Сан-Игнасио. Они также упоминаются как тепокас и салинерос.
- xiica xnaai iic coii («те, кто живёт на юге») — группа, которая населяла побережье Калифорнийского залива от залива Кино до Керро Тетакави в Гуямас. Они были известны как tastioteños.
- Tahejöc comcaac («жители острова Тибурон») — группа, которая населяла северные, восточные и западные берега острова Тибурон и континентальное побережье возле него. Они были известны как сери или акулы к северу от места, где проживали xiica xnaai iic coii.
- heeno comcaac («люди пустыни») — группа, которая населяла центральную часть острова Тибурон.
- xnaamotat («те, кто приехал с юга») — группа, которая населяла небольшую полосу между xiica hai iic coii и tahejöc comcaac.Ландшафт в прибрежной территории Сериxiica hast ano coii («те, кто живёт на острове Сан-Эстебан») — группа, которая населяла остров Сан-Эстебан и южное побережье острова Тибурон[3].

В качестве недоказанной гипотезы также упоминаются Hant Ihíini comcáac («люди Сери в Нижней Калифорнии») и Hast Quita quihíizitam («Те, кто родился в Хаст Куита в Нижней Калифорнии»).
Испанские завоеватели не получили от народа Сери практически ничего, так как их территорию практически нельзя было использовать для сельского хозяйства, у них не было богатств, они практически ничего не производили товаров и были не годны для рабства. Поэтому Сери долго сохраняли свою культуру и независимость, в отличие от других коренных народов Америки. В колониальный период миссионеры-иезуиты пытались объединить народ в деревни, чтобы проповедовать христианство и обучать их сельскому хозяйству. Но иезуиты не смогли насадить им свои принципы и они вернулись в пустыню, к своему привычному образу жизни. Поэтому Сери считались воинственной группой племен, цель которых кража крупного рогатого скота. Испанцы, а затем и мексиканцы начали политику уничтожения народа Сери, за многие годы они практически были истреблёны. Однако несмотря на это народ никогда официально не был завоеван. Постепенно они были ограничены современной территорией, практически были уничтожены и вынуждены были соглашаться на обмены, не всегда выгодные для них.
В период независимости Мексики они потеряли владения на материке. В первой половине XIX века мексиканские солдаты и владельцы ранчо продолжили уничтожение народа Сери, так как на их земле находились ресурсы, которые можно было добыть. Некоторым из Сери удалось бежать от тотального преследования и укрыться на острове Тибурон. Нехватка воды и животных для охоты на острове привело к появлению различных болезней, поэтому Сери были вынуждены покинуть своё убежище на острове. Они нанимались к торговцам рыбой и на ранчо. Мирная жизнь народа успокоила мексиканские власти и их перестали уничтожать. Во время экономического кризиса 1929—1933 годов усилилась миграция из сельскохозяйственных центров севера и севера-востока страны бедных поселенцев в города, что привело к увеличению спроса на рыбу и морские продукты, так как они были дешевле говядины. С этого момента Сери начинают активно заниматься коммерцией, продавая рыбу.
После возвращения с острова Сери поселились вдоль побережья. В 1936 году президент Мексике генерал Ласаро Карденас выделил им снасти для занятия рыболовством и город Баия-де-Кино. Вскоре в город стали прибывать большие группы мексиканских рыболовов и Сери перебрались в Эль-Десембок. В 1970 году президент Мексике Луис Эчеверрия подарил народу территорию прибрежной полосы, площадью 91 тыс. гектаров (0,5 % от площади страны). В 1963 году остров Тибурон становится экологическим заповедником, а в 1975 году пролив Инфернильо (между островом и материком) становится владением острова и зоной рыболовства.

## Язык
Народ Сери имеет одноимённый язык. Язык сери является изолированным языком, так как его связь с другими языками невозможно доказать. Большинство населения в настоящее время разговаривают на двух языках, но предпочитают свой родной. Народ поддерживает богатые устные традиции, историю и культуру. В последние десятилетия небольшая часть этих традиций была представлена в письменном виде.
Сери поддерживают и развивают свой язык. Они не принимают испанские термины для обозначения новых культурных элементов, которые появились в их жизнь, а продолжают создавать новые термины.

## Ремесла
Ремесленная работа в настоящее время состоит из резьбы по дереву, плетения корзин и изготовления ожерелий (в основном из костей и раковин), а также создание кукол. Резьба по дереву была начата в 1964 году доном Хосе Асторга Энсинасом, в критический момент для племени, которому для выживания требовался денежный доход. В последние десятилетия доходы от резьбы по дереву становятся все меньше из за большой конкуренции.
Корзины в основном имеют круглую форму. Плетение корзин практиковалось у народа Сери ещё с до испанских времен. Плетение корзин является очень трудоемким, поскольку требует большое количество времени, которое составляет неделя, если она маленькая (20 см.) и один или два года, если она большая (1,5 м.). На плетение корзин никогда не выделялся целый день, так как это творческий процесс требует много сил, чтобы создать настоящее произведение искусства. Когда большая корзина закончена, совершается специальная церемония демонстрации. Самые большие корзины сейчас находятся в различных музеях.
Ожерелье в основном делают из улиток, раковин, погремушек от гремучих змей, костей рыбы и семян. Кустарное производство ожерелья является основным занятие женщин народа.
Куклы Сери являются важными объектами в истории народа. Они сделаны из различных материалов, часто их основа кость и являются материальным достоянием народа.
|                                | Girls played with dolls fashioned from sea plants, such as eelgrass (see Zostera) or sargasso weed (see Sargassum). Wooden dolls were carved from the wood of red elephant tree (see Bursera hindsiana). Dolls were also made from stuffed quail or jackrabbit heads, turtle bones, pelican bones, crab claws (e.g., Calinectes bellicosus), clay figurines, and rocks. Doll clothing was made from pieces of cloth or seaweed, such as Gigartina. (англ.) |  | Девочки играли с куклами, изготовленными из морских растений, таких как угорь или из сорняка саргассо. Деревянные куклы были вырезаны из дерева красного слона. Куклы также делались из фаршированных голов перепелов или кроликов, костей черепах, костей пеликана, крабовых когтей, глиняных статуэток и камней. Одежда для кукол была сделана из кусочков ткани или водорослей. (рус.) |  |
| Felger y Moser, 1985, стр. 162 | |  | |  |

Куклы почти всегда не имеют на лице глаз. Некоторые из современных кукол, более содержательны (сделаны для туристов) и имеют полные костюмы стиля народа, который был типичным в первой половины XX века. Например для куклы-женщины костюм включает в себя длинную юбку и блузку с длинными рукавами.

## География и климат
Народ Сери на сегодняшний день проживает на территории площадью 211 000 гектар, из них 91 000 были подарены президентом Луис Эчеверрия в 1970 году, а 120 000 гектар пожертвовали им позже. Большинство земли не пригодна для сельского хозяйства из-за пустынной местности. По плотности населения можно считать всех Сери крупными землевладельцами.
В целом территория равнинная, за исключением небольшого горного массива на побережье и горного хребта Кункаак на острове Тибурон высотой 1218 метров над уровнем моря. Почва региона мелкая, в некоторых местах до 80 % каменистая. На континентальной части их территории отсутствуют реки и озера, за исключением небольшой реки Сан-Игнасио, которая зарождается в холмистой местности и течет до города Эль-Десембок.
Климат в регионе жаркий, сухой и пустынный с осадками от 75 до 200 мм в год. Средняя минимальная зарегистрированная температура −8,5 °C в период с декабря по февраль. Средняя максимальная зарегистрированная температура 49,5 °C в период с июня по август. Поэтому даже занятие скотоводством вызывает большие трудности. Основным местом расселения народа является 100 км береговая линия. Несмотря на пустынную местность Сери умело пользуются флорой и фауной региона. Основными источниками дохода является ловля рыбы, резьба по дереву, плетение корзинок и изготовление ожерелья. Сери очень редко покидают свои земли.

## Примечание
1. ↑  Stephen A. Marlet. The Seris and the Comcaac: Sifting fact from fiction
about the names and relationships // Work Papers of the Summer Institute of Linguistics, University of North Dakota. — 2011 год.
2. 1 2  Stephen A. Marlett. La situación sociolingüística de la lengua seri en 2006 // SIL International, University of North Dakota, y Universidad Ricardo Palma.
3. 1 2 3  Edward W. Moser. Bandas seris // SIL-Mexico Electronic Working Papers #021. — 2017 год.
4. 1 2 3 4 5 6 7 8  Monografías de los Pueblos Indígenas de México. web.archive.org (9 июня 2007). Дата обращения: 26 августа 2019. Архивировано из оригинала 9 июня 2007 года.
5. ↑  Bandas seris | SIL México. mexico.sil.org. Дата обращения: 26 августа 2019. Архивировано 26 августа 2019 года.
6. ↑  Comisión de Desarrollo de la Tribu Seri. (1976) Tribus de Sonora: Los seris. Hermosillo, Sonora.
7. ↑  Campbell, Lyle. American Indian languages : the historical linguistics of Native America. — ISBN 9780195349832, 0195349830.
8. ↑  Acervo de textos seris en versiones actualizadas. lengamer.org. Дата обращения: 26 августа 2019. Архивировано 23 сентября 2021 года.
9. ↑  Comcaac quih yaza quih hant ihiip hac: Cmiique iitom - cocsar iitom - maricaana iitom | SIL México. www.mexico.sil.org. Дата обращения: 26 августа 2019. Архивировано 29 июля 2019 года.
10. ↑  Barbara Johnson. Seri Indian Basketry // KIVA. — 1959-10. — Т. 25, вып. 1. — С. 10–13. — ISSN 2051-6177 0023-1940, 2051-6177. — doi:10.1080/00231940.1959.11757588.
11. ↑  Bernice Johnston. Seri Ironwood Carving // KIVA. — 1968-02. — Т. 33, вып. 3. — С. 155–166. — ISSN 2051-6177 0023-1940, 2051-6177. — doi:10.1080/00231940.1968.11757703.
12. 1 2  Felger, Richard S. People of the desert and sea : ethnobotany of the Seri Indians. — Univ. of Arizona Pr, 1985. — ISBN 0816508186, 9780816508181.
13. ↑  Graburn, Nelson H. H. Ethnic and tourist arts : cultural expressions from the fourth world. — University of California Press, 1976. — ISBN 0520029496, 9780520029491.
14. ↑  Felger, Richard S.; Moser, Mary B. People of the desert and sea: ethnobotany of the Seri Indians. — Tucson: University of Arizona Press, 1985.
15. ↑  Comisión de Desarrollo de la Tribu Seri. (1976) Tribus de Sonora: Los seris. Hermosillo, Sonora.